# Kasteel van Waroux

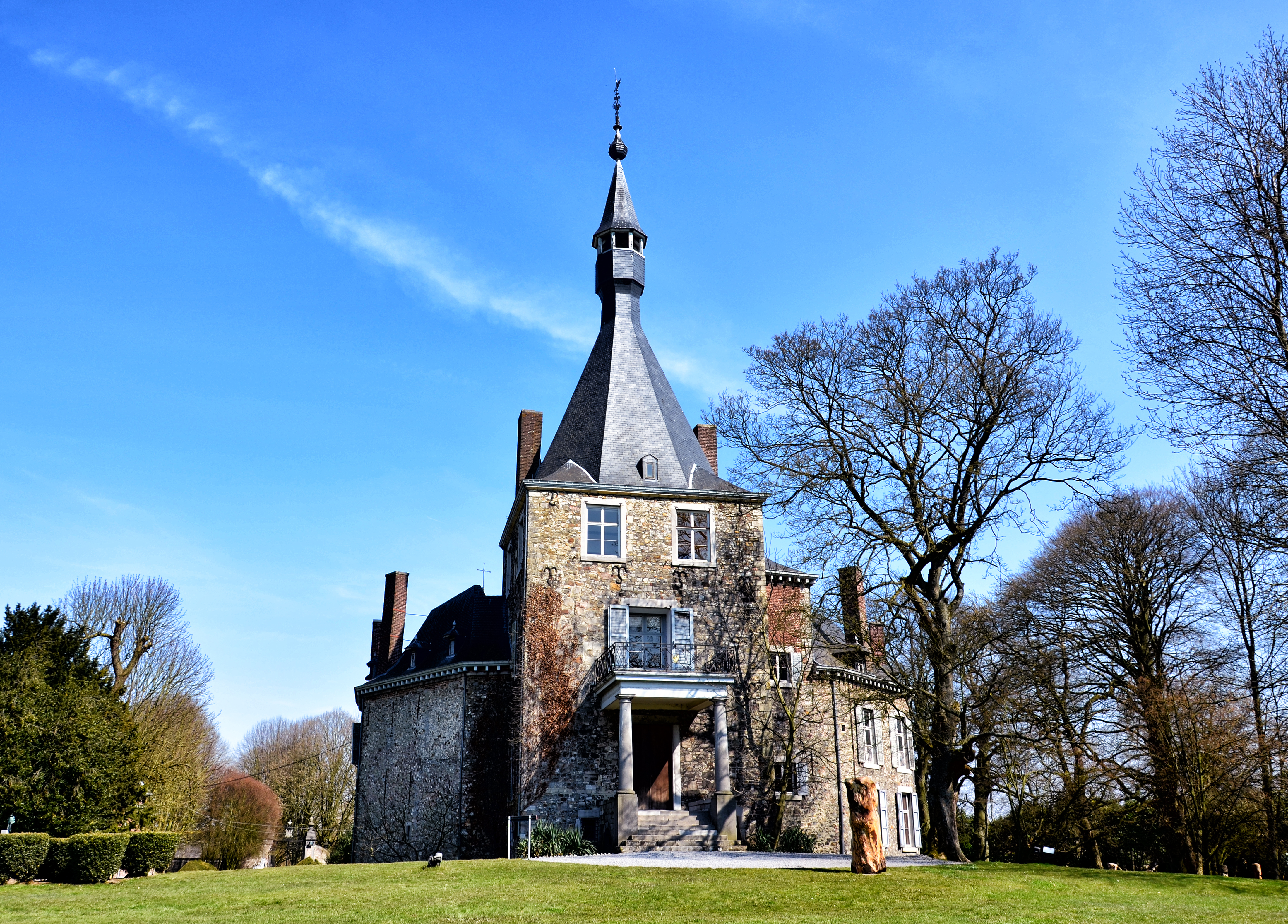
Kasteel van Waroux

Het kasteel van Waroux is een kasteel gelegen op de weg naar Waroux in het dorp Alleur (gemeente Ans).
Het huidige gebouw is origineel middeleeuws zoals blijkt uit de donjons met vierkante basis en de ringmuur van vuursteen. Waroux is een van de weinige ronde Belgische kastelen.

## Geschiedenis
Het domein Waroux is onderdeel van het graafschap Loon en behoorde toe aan de familie van Waroux. Door het huwelijk in 1525 van Agnes van Warfusée, dame Waroux met Richard Merode (+ 1539) komt het bij de familie de Merode. Een gedenksteen in het kasteel gedateerd 1696 is versierd met de wapenen van de familie de Clercx, waarschijnlijk verkocht de familie de Merode Waroux aan Michel Clercx tijdens het laatste decennium van de 17de eeuw. De familie de Clercx van Waroux verkoopt het kasteel in 1925 aan Francis Everard de Harzir. De kinderen verkopen het kasteel in 1986 aan dokter Leo Janssis. Deze laatste verkoopt het kasteel in januari 2005 aan de gemeente Ans.